# A színlátás zavarai

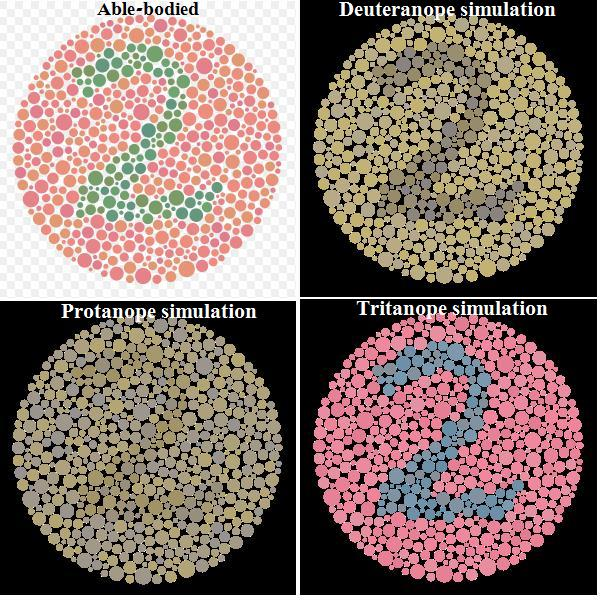
Ishihara tesztkép, ahogyan az ép színlátásúak és a különféle színtévesztők látják

A színvakság vagy színtévesztés a színlátás zavara az emberi szervezetben. A színvakok és színtévesztők nem tudnak különbséget tenni olyan színek között, amelyeket az egészséges emberek eltérőként érzékelnek. Jellemzően genetikai okokra vezethető vissza, de előfordulhat szem-, ideg- vagy agykárosodás során és vegyi hatásra is. John Dalton angol vegyész publikálta az első tudományos leírást a témában saját látászavarának felfedezését követően. Munkája révén szokás daltonizmus-nak is nevezni a színtévesztést, ám ezt ma a deuteranopia alternatív elnevezéseként használják. A színtévesztésnek több fajtáját, deuteranomália (zöldszín-tévesztés), protanomalia (vörösszín-tévesztés), tritanomalia (kékszín-tévesztés) különböztetnek meg. A színvakság (anopia) is többféle lehet, deuteranopia, protanopia, tritanopia, monochromatia és az achromatia,  azaz a teljes színvakság.
A színvakság és a színtévesztés általában fogyatékosságként van jegyezve, de bizonyos esetekben előnyt is jelenthet.  A színvakoknak lehet egy kis előnye a szürkületi látásban, de csak az első öt és fél percben.

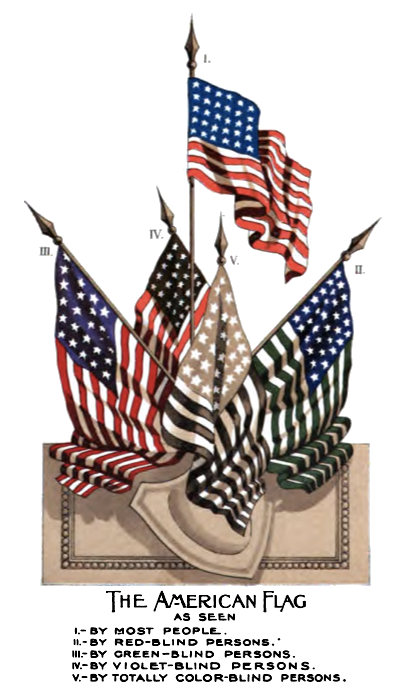
Illusztráció 1895-ből a normál látásról és a színtévesztés bizonyos változatairól • „Az amerikai zászló, ahogy I. a legtöbb ember látja II. a protanopiás III. deuteranopiás IV. tritanopiás V. a színvakok látják (akromázia)”

## Háttér
Az egészséges emberi retina (ideghártya) kétféle fotoreceptort tartalmaz: pálcikákat (szürkületi látás – fekete-fehér) és csapokat (színlátás). Általában három féle csap van, mindegyik más pigmenttel. A csapok akkor aktivizálódnak, ha a pigment fényt nyel el. A csaptípusok elnyelési tartománya eltér: az egyik a rövid hullámhosszra, a másik a közepesre, a harmadik féle pedig a hosszúra a legérzékenyebb (csúcsérzékenységük rendre a kék, a sárgászöld és a sárga színre esik). Mindhárom csaptípus elnyelési tartománya nagy részét tartalmazza a látható színeknek, ezért nem kifejezetten pontos a „kék”, „zöld” és „piros” receptorok megnevezés, különösen azért, mert a „piros” receptorok csúcsérzékenysége a sárga tartományba esik. A normális színlátás érzékenysége az elnyelési tartományok közti átfedések mértékétől függ: különböző színeket érzékel az ember, ha különböző mértékekben vannak stimulálva a különböző csapok. A vörös fény például a nagy hullámhosszú csapokat sokkal jobban stimulálja, mint a többit, a hullámhossz csökkenése a másik két csaptípus stimulálását fokozza, változtatva az árnyalatot. Sok a színlátásért felelős gén az X-kromoszómán található, ezért a férfiaknál jellemzőbb a színtévesztés és színvakság.
Dalton elmélete szerint színlátási zavarát (dikromatikus színlátás) a szemgolyó elszíneződése okozta, de még életében kiderült, hogy ez nem igaz. Sokáig tartotta magát az az elmélet, hogy a színtévesztést okozó mutációk működésképtelenekké teszik a csapokat. Emellett ismertek voltak anomáliák is, amelyeknél a csapok érzékenysége eltolódott. Azonban bebizonyosodott, hogy a színtévesztésről szóló elmélet téves, ilyen különbség nem létezik, a színtévesztés csak erős anomália. Az elméletet az is alátámasztja, hogy színszűrőkkel lehet segíteni a színtévesztők színlátását is. Aki felpróbálja a szemüveget, annak tetszik a sok szín. Emiatt sokszor inkább az -anópia utótag helyett is az -anomália utótagot használják.

## Okai
A második világháborúban észlelték, hogy azon légifelvételek elemzését végző csapatokban, amelyeknek volt színtévesztő tagja, több információt észleltek.
Lényegében az ember az egyetlen trikromatikus főemlős ilyen magas színtévesztési aránnyal.
Ahogy (az elemzést követő) színtévesztési próba példa is igazolja, a színtévesztők más mintákat látnak. A második világháborús csapatok szokatlan mintákat kerestek, ezért segíthetett egy színtévesztő. Mindazonáltal a színtévesztés kizáró ok a magyar hadseregben, a rendőrségnél és a tűzoltóságnál.
Evolúciós szempontból: egy vadászó csapat sikeresebb, ha húszukból egy színtévesztő, mert olyan prédát is észrevehet, amilyet mások nem.
Egy másik jelentős előny lehet a tetrakromát nők jelenléte. A nők sejtjeiben az egyik X-kromoszóma véletlenszerűen inaktiválódik, ami lehetővé teszi, hogy a színtévesztést hordozó nők retinájában négyféle csap legyen, ezáltal több színárnyalat között tegyenek különbséget, különösen a spektrum érintett tartományában. Az is lehet, hogy az újvilági majmokhoz hasonlóan ez egy új dimenziót ad a színlátásnak.

### Öröklődése
A színtévesztés genetikusan öröklődhet. Elterjedt tévhit, hogy színtévesztést okozó allélok csak az X-kromoszómán találhatók. Az emberi géntérkép elkészülte óta több más mutációt is felfedeztek különféle kromoszómákon. Legalább 19 kromoszómán lehet ilyen.
Színtévesztést vagy színvakságot okozhatnak a következő örökletes betegségek: csap vagy csap-pálcika disztrófia, akromatopszia, kék csap monokromatizmus, retinitis pigmentosa (a pigmentes sejtréteg betegségei), cukorbetegség, időskori sárgafolt elfajulás, retinoblasztóma (a retina rákos megbetegedése), Leber-féle amaurosis.
Az örökletes színtévesztés lehet veleszületett vagy kezdődhet később, gyermek- vagy felnőttkorban. A mutációtól függően lehet állandó, vagy progresszív, azaz előrehaladó. A progresszív fenotípusok rombolják a retinát és a szem más részeit, ezzel akár vakságot okozva.

Az X-kromoszómához kapcsolódó nemhez kötött recesszív öröklésmenet. A hordozó nő 50%-os valószínűséggel adja át a jelleget hordozó X-kromoszómáját a gyermekének

A nők két százaléka és a férfiak nyolc százaléka színtévesztő. (Sewell, 1983). Az arányok azért ennyire eltérők, mert gyakoriak az X-kromoszómához köthető típusok. A férfiaknak egy, a nőknek két X-kromoszómájuk van.
Mivel a fiúknak csak egy X-kromoszómájuk van (XY), ezért az adott látópigmentek génjeiből egy másolattal rendelkeznek. Ha ez hibás, károsodik a színlátás, a fiú színtévesztő lesz.
A lányoknak két X-kromoszómájuk van (XX), a pigmentekért felelős génből kettővel rendelkeznek. Így ha egy lánynak van is egy hibás génje, a másik génnek köszönhetően normálisan elő tudja állítani az érintett pigmenteket, és nem lesz színtévesztő. Azonban a hibás X-kromoszómájú nő hordozni fogja a színtévesztést (carrier), azaz a betegséget átadhatja gyermekeinek. A carrier nők rendszerint tetrakromátok, retinájukban négyféle csap van.
A színtévesztésnek ezen formái nőkben akkor fordulnak elő, ha a nő két X-kromoszómája ugyanolyan típusú színtévesztést okozó allélt tartalmaz.
A színtévesztő férfi mindegyik lánygyermeke hordozó, mert az apától egy kóros kromoszómát kap.
A színtévesztő férfi minden egészséges anyától származó fiúgyermeke egészséges, mert az anyától egészséges kromoszómát kap.
A hordozó nő 50%-os valószínűséggel adja át beteg X-kromoszómáját a gyermekének.
A színtévesztő nő fia is színtévesztő lesz, és lányának 100%-os valószínűséggel adja át beteg X-kromoszómáját.
Ha a protanomáliát hordozó nő egy deuteranomáliás férfitól szül lánygyermeket, akkor ez a gyerek tetrakromát lehet. Jelöljük a normál színlátás alléljait P-vel és D-vel, és az anomáliás allélokat p-vel és d-vel. Ekkor a nő PD pD és a férfi Pd. A lány PD Pd vagy pD Pd lehet. A lány minden egyes sejtjében véletlenszerűen marad aktív az anyai pD vagy az apai Pd kromoszóma, és az ezeknek megfelelő változatok fejeződhetnek ki. Így lesznek normál és anomáliás pigmentjei is a retinájában, ezáltal tetrakromáttá válik.
A férfiak egy kis része tetrakromát lehet. Az előzőekhez kapcsolódva ezt lehetővé teheti a mozaicizmus, a Klinefelter-szindróma, vagy a gén áthelyeződése egy másik kromoszómára.

### Egyéb okok
- Erős rázogatás hatására megsérülhet a csecsemő vagy a kisgyerek agya és retinája, és ez színlátási zavarokhoz vezethet.
- Balesetek, és az agy és retina más sérülései is okozhatják.
- Erős UV sugárzás a megfelelő védelem hiányában. A legtöbb ilyen károsodás gyermekkorban következik be. A sérülés gyakran az élet későbbi szakaszában jelenik meg. Ez a vakság vezető oka.

## Típusai
A színlátás zavarainak többféle típusa van. A leggyakoribb ezek közül a piros-zöld színtévesztés, ami legtöbbször öröklött, de lehet a retina, a látóideg, vagy a színérzékelésben érintett magasabb látóközpontok sérülésének következménye. Ezek magukban foglalják a talamuszban lévő corpus geniculatum lateralét, és a látókéregben a V4 területet.
A szerzett színlátási zavarok különböznek az öröklöttektől. Például lehet, hogy csak a látótér egy része érintett, máshol fennmarad az ép színlátás. A szerzett színlátási zavarok némelyike visszafordítható. Néhány migrénes betegnél a migrénes aurában is fellép a színlátás átmeneti zavara.[forrás?]
A színlátási zavarok öröklött formái a csapok egy vagy több típusának érzékenységének eltolódását okozzák. Egy típus érintettsége esetén színtévesztés keletkezik; az emberben ilyenkor legtöbbször a közepes vagy a hosszú hullámhosszú fényre érzékeny csapok károsodnak, és ez nehézséget okoz a piros, sárga és zöld színárnyalatainak megkülönböztetésében. Együttesen piros-zöld színtévesztésnek nevezzük ezeket a típusokat, bár ez nagy mértékben leegyszerűsíti a helyzetet, és félrevezető is lehet.
A többi színlátási zavar sokkal ritkább. Ezek közé tartoznak a kék és a sárga színárnyalatainak megkülönböztetési nehézségei, és a színvakság. Ez a legritkább típus, amiben nincs különbség a színek között, mint a fekete-fehér fényképeken és filmeken.

## Osztályozása

### Okok szerint
A színlátás zavarai és kifejezései
| Csapok | Csapok         | Piros | Piros |   | Zöld | Zöld |   | Kék                 | Kék         | N=normál A=anomáliás | N=normál A=anomáliás | N=normál A=anomáliás |
| Csapok | Csapok         | N     | A     | N | A    | N    | A |                     |             | N=normál A=anomáliás | N=normál A=anomáliás | N=normál A=anomáliás |
| 1      | Normál látás   |       |       |   |      |      |   | Trikromát           |             |                      |                      |                      |
| 2      | Protanomália   |       |       |   |      |      |   | Anomaliás trikromát |             |                      |                      |                      |
| 3      | Protanópia     |       |       |   |      |      |   | Dikromát            |             |                      |                      |                      |
| 4      | Deuteranomália |       |       |   |      |      |   | Anomáliás trikromát |             |                      |                      |                      |
| 5      | Deuteranópia   |       |       |   |      |      |   | Dikromát            |             |                      |                      |                      |
| 6      | Tritanomália   |       |       |   |      |      |   | Anomáliás trikromát |             |                      |                      |                      |
| 7      | Tritanópia     |       |       |   |      |      |   | Dikromát            |             |                      |                      |                      |
| 8      | Achromatopsia  |       |       |   |      |      |   | Akromát             |             |                      |                      |                      |
| 9      | Tetrakromát    |       |       |   |      |      |   | Tetrakromát         | Tetrakromát | Tetrakromát          |                      |                      |
| 10     | Tetrakromát    |       |       |   |      |      |   | Tetrakromát         | Tetrakromát | Tetrakromát          |                      |                      |

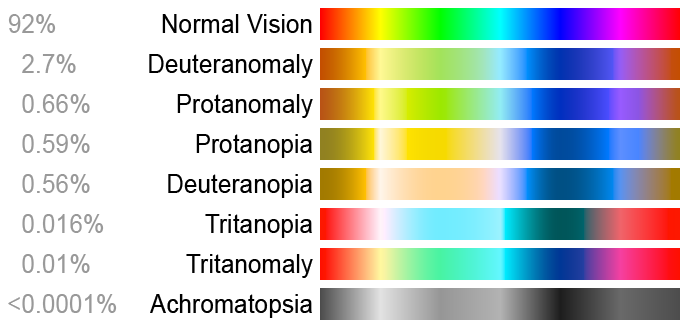
A szivárvány színei, normál színlátással és különböző színlátási zavarokkal

A színlátási zavarok eredetük szerint lehetnek öröklöttek vagy szerzettek.
- Szerzett
- Öröklött

Három fő típusa a monokromázia (színvakság), dikromázia (színtévesztés) és az anomáliás trikromázia.
- Monokromázia (színvakság):

a színek közötti különbségtétel hiánya. A színvakság akkor jön létre, ha két súlyos anomália (színtévesztés) találkozik úgy, hogy a csapok érzékenysége egymásra tolódik. A szín és a fényesség látása praktikusan egy dimenzióra korlátozódik.
- Akromatopszia, pálcika színvakság: a csapok hiánya által okozott ritka, nem súlyosbodó rendellenesség. Fényérzékenység, rossz látásélesség, akaratlan szemmozgások (nystagmus) társul hozzá.
- Csap színvakság: színvakság normál látásélességgel, elektroretinogrammmal, és elektrooculogrammal.

- Dikromázia (színtévesztés):

A színlátás mérsékelten súlyos zavara, amiben a három alapszín rendszeréből egy érzékenysége eltolódott. Nemhez kötötten öröklődik, és főként férfiakat érint. A színtévesztés akkor jön létre, ha a csapokban az egyik pigment érzékenysége rátolódik egy másikra, és a színlátás gyakorlatilag két dimenzióra redukálódik.
- A protanópiát a piros szín észlelésének akkora mértékű eltolódása okozza, hogy praktikusan csak két alapszínt hagy meg. Ebben a típusban a piros szín árnyalatai sötéten jelennek meg. Nemhez kötött öröklésmenetű, és a férfiak körében 1% az előfordulása.
- A deuteranópiát a zöld csapok érzékenységének eltolódása hozza létre. Az eltolódás olyan mértékű, hogy gyakorlatilag csak két alapszín marad. Ebben a típusban nehéz különbséget tenni a piros és a zöld árnyalatai között. Nemhez kötött öröklésmenetű, és a férfiak körében 1% az előfordulása.
- A tritanópia a színtévesztés egy nagyon ritka típusa, amiben a kék csapok érzékenysége tolódik el annyira, hogy gyakorlatilag két alapszínt hagy. A színtévesztések közül ebben látható a legkevesebb színárnyalat.

- Anomáliás trikromázia: a színlátás örökletes zavara, amiben az egyik csaptípusban levő pigment érzékenysége eltolódott. Ez rontja a normál színlátás képességét; a színek tere háromdimenziós marad.
- A protanomália a színlátás enyhe zavara, amiben a piros csapok érzékenysége a zöld tartomány felé tolódott, így csökkent a piros és a zöld színárnyalatai közötti különbségtétel. Nemhez kötött öröklésmenetű, és a férfiak körében 1% az előfordulása. A gyerek gyakran az anyjától örökli.

- A deuteranomáliát a zöld csapok érzékenységének hasonló eltolódása okozza. Ezzel csökkent a piros és a zöld színárnyalatai közötti különbségtétel. Nemhez kötött öröklésmenetű, és a férfiak körében 5% az előfordulása. A színlátások között messze a leggyakoribb.
- A tritanomália egy ritka örökletes színlátási zavar, amiben a kék csapok érzékenységének eltolódása csökkenti a kék és a sárga színárnyalatok közötti különbségtételt.

### A megjelenés módja szerint
A megjelenés módja szerint különbséget lehet tenni a színlátás részleges zavara és a színvakság között. Ezek közül a színvakság a ritkább.
A színlátás részleges zavarának két fő típusa piros-zöld és a kék-sárga részleges színlátási zavar.
- Színvakság
- A színlátás részleges zavara

- Piros-zöld

- Dikromázia (protanópia és deuteranópia)
- Anomáliás trikromázia (protoanomália és deuteranomália)

- Kék-sárga

- Dikromázia (tritanópia)
- Anomáliás trikromázia (tritanomália)

## Veleszületett színlátási zavarok
A veleszületett színlátási zavarok aszerint oszthatók fel, hogy hány alapszín kell a teljes spektrum lefedéséhez.

### Monokromázia

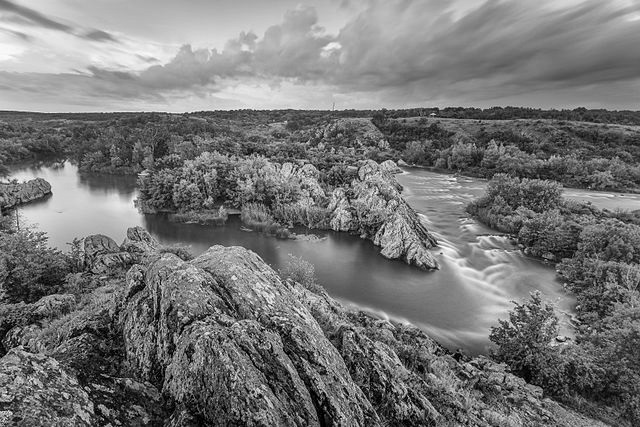
A monokromátok csak a fényesség változását észlelik

A monokromázia egy olyan állapot, amiben csak egy csatorna szállít információt a színről. A monokromátok nem tudnak különbséget tenni az egyes színek között, és csak a fényesség változását észlelik. Két fő formában fordul elő:
- Pálcika monokromázia, akromatopszia: a retinában nincsenek működő csapsejtek, így színvakságon kívül még a látásélesség is csökkent (20/50 és 20/400 között), különösen normál intenzitású fényben. Jellemző a fényérzékenység és a rövidlátás.[16] Pingelap szigetén (Pohnpei állam, Mikronézia) a lakosság 1/12 része akromatopsziás. A szigetet a 18. században vihar pusztította, és a kevés túlélő közül egy férfi hordozta az akromatopszia génjét. Ma úgy a népesség 30%-a hordozza a gént. A látásélesség 20/50 és 20/400 közé esik.

Az akromatopszia szigorúan véve a színlátás hiányát jelöli. Bár ez a szó vonatkozhat a szerzett színvakságra is, tipikusan az öröklött zavarra utalnak vele, és gyakrabban vonatkoztatják a pálcika monokromáziára, mint a csap monokromáziára.
- Csap monokromázia: ez az az állapot, amiben csak egyfajta csap van. Jó nappali látás jellemzi. A kék csap monokromáziában az L- és az M- csapok érzékenysége az S-csapokéra tolódott. A legnagyobb fényérzékenység a spektrum kék részére esik (440 nm körül).

Mindezek nem tévesztendők össze a (szerzett) színagnóziával és a cerebralis achromatopsiával. Ezekben az állapotokban az alany nem lát színeket, pedig szeme képes különbséget tenni közöttük. Néhány forrás nem tekinti ezt valódi színvakságnak, mert ez nem az érzékelés, hanem az észlelés hibája. Ezek a vizuális agnózis típusai.

### Dikromázia
A protanópok, deuteranópok és tritanópok dikromátok, azaz színtévesztők. Ez azt jelenti, hogy minden szín, amit látnak, gyakorlatilag két alapszín keverékeként jön létre. Általában tudják, hogy baj van a színlátásukkal, és ez a mindennapi életüket is érinti. A protanópok és deuteranópok nem látnak különbséget a piros, narancs, sárga és zöld színek között. A népesség ezen két százaléka számára ezek a színek ugyanúgy jelennek meg.

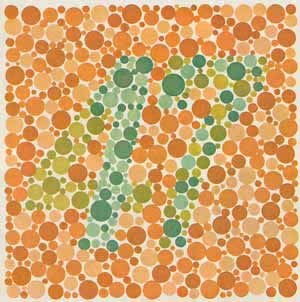
Ezen a képen a 47-es szám van, amelyet protanópiás személy nem láthat. (Ez és a következő két kép nem biztos, hogy látszik LCD monitorokon vagy nagy képernyőragyogás esetén)

- Protanópia (a férfiak 1%-ában): Nem lehet megkülönböztetni a piros-sárga-zöld tartományba eső színeket egymástól. A protanópok számára a spektrumban van neutrális pont, vagyis olyan hullámhossz, amit fehérnek látnak. Ez 492 nm közelében található. A piros, narancs és sárga színek fényessége kisebb, mint a normál színlátásúaknál. Ez úgy jelentkezik, hogy a piros színárnyalatai feketeként vagy sötétszürkeként jelennek meg, és a közlekedési jelzőlámpák piros színe eltűnhet. A fényesség alapján megtanulhatják megkülönböztetni egymástól ezeket a színeket. Az ibolya, a lila, és a bíbor színek nem különböznek a kék különféle árnyalataitól, mert piros komponensük láthatatlan. A protanópok számára a rózsaszín virágok kékek.

Azok az emberek, akik fél szemükre protanópok, a neutrális pontnál rövidebb hullámhosszakat kéknek, a hosszabb hullámhosszakat sárgának látják a protanóp szemükkel. Ez a színtévesztés egy ritka formája.

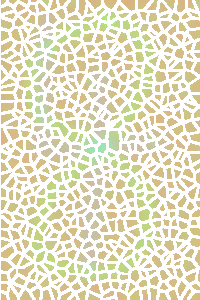
Ezen a képen a 8 szerepel, de ezt deuteranópiás személy nem láthatja

- Deuteranópia (a férfiak 1%-ában): Szintén nem tudják megkülönböztetni a zöld-sárga-piros tartományba eső színeket. Neutrális pontjuk egy valamivel hosszabb hullámhosszra esik, 498 nm körülre. A deuteranópoknak ugyanazok a színek jelentenek gondot, mint a protanópoknak, de a zöld-sárga-piros tartomány nem jelenik meg sötétként számukra, mint a protanópok esetén. Az ebbe a tartományba eső színek nevei csak nevek számukra, amiben az adott nyelvközösség tagjai már előre megegyeztek. Hasonló a helyzet az ibolya, a lila, és a bíbor tartományban.

A színtévesztés ezen formája daltonizmusként is ismert, John Dalton után. A tudós diagnózisát 1995-ben DNS-analízissel etrősítették meg, halála után 151 évvel.
Azok az emberek, akik fél szemükre deuteranópok, a neutrális pontnál rövidebb hullámhosszakat kéknek, a hosszabb hullámhosszakat sárgának látják a deuteranóp szemükkel.
- Tritanópia (mindkét nemnél kevesebb, mint 1%): Nem lehet különbséget tenni a kék és a sárga színek között. Ez a forma nem nemhez kötött. A tritanópok neutrális pontja 570 nm körül van. A tritanópok az ennél rövidebb hullámhosszakat zöldnek, az ennél hosszabbakat pirosnak látják. Jeremy H. Nathans a tritanópiához kapcsolódó gént a hetes kromoszómán találta meg. Nincs ennek közelében egy hasonló gén: a tritanópiát egy egyszerű mutáció okozza. (2006, Howard Hughes Medical Institute).

### Anomáliás trikromázia
A protanomáliások, deuteranomáliások, tritanomáliások trikromátok, de a normálistól eltérő módon. Egy spektrumon adott sárga színhez a protanomáliás megfigyelőnek a normál megfigyelőnél több piros fényre, a deuteranomáliásnak pedig mindkettőnél több zöld fényre van szüksége. Az anomáliás trikromázia ritkán okoz nagyobb problémát, így az érintettek rendszerint nem tudnak arról, hogy színlátási zavaruk van. A fő probléma a színlátási teszt.
A protanomália és a deuteranomália anomaloszkóppal figyelhető meg. Ezzel piros és zöld fényt lehet keverni különböző arányokban, és a keverékszín összehasonlítható egy rögzített sárga színnel. Ha egy nagy férfiakból álló hallgatóság előtt növelik a piros szín arányát,
akkor először a csoport egy kis része lát egyezést, mikor a többség még zöldet lát. Ők a deuteranomáliás résztvevők. Még több piros hozzáadása után a többség lát egyezést. Ha még ennél is több pirosat adnak a keverékhez, akkor a maradék lát egyezést. Ők a protanomáliás résztvevők. Ekkor a többi megfigyelő már határozottan narancssárgának látja a színt.
- Protanomália (1% férfiaknál, 0,01% nőknél):[17] Egy mutáció miatt a hosszú hullámhosszra érzékeny pigment érzékenysége a rövidebb hullámhosszak felé tolódott. Így a protanomáliás egyének a normálisnál kevésbé érzékenyek a vörös fényre. Ez azt jelenti, hogy egyes tartományokban kevesebb árnyalatot tudnak megkülönböztetni, mint a normál színlátásúak, és a kevert színeket a többségtől eltérően látják. A spektrum vörös végét elsötétedőnek látják. Öröklődése nemhez kötött.
- Deuteranomália (a leggyakoribb - 6% férfiaknál, 0,4% nőknél):[17] A közepes hullámhosszra érzékeny pigment legnagyobb érzékenysége a nagy hullámhosszak felé tolódott el, ezzel a zöld színre való érzékenység csökkent. A protanomáliától eltérően a színintenzitás megmarad. A protanomáliásokhoz hasonlóan a deuteranomáliások kevesebb árnyalatot tudnak megkülönböztetni a piros-sárga-zöld tartományban, és ezek az árnyalatok a piros felé tolódnak el, ezért gyakran összekeverik az ide eső színek neveit. Ez a színlátási zavarok leggyakoribb formája, amely a férfilakosság 6%-át érinti. A deuteranomáliás személy kevésbé érzékeny a zöld színre, például estefelé a sötétzöld színű autók feketének tűnnek.
- Tritanomália (férfiak és nők ugyanabban az arányban):[17] A rövid hullámhosszakra érzékeny pigment érzékenysége a magasabb hullámhosszak felé tolódott el. Ez a legritkább az anomáliás trikromáziák közül. A többi anomáliás trikromáziától eltérően a hetes kromoszómán öröklődik.[18] Az OMIM génkód 304000 “Colorblindness, Partial Tritanomaly”.[19]

## Előfordulás
A színlátási zavarok sok embert érintenek, bár a pontos arányok vidékenként és országoként különböznek. Ausztráliában a férfiak 8%-a és a nők 0,4 százaléka érintett. Az Amerikai Egyesült Államokban a férfiak 7 százaléka és a nők 0,4 százaléka vagy nem tud különbséget tenni a piros és a zöld színek között, vagy ezeket a színeket a normál színlátástól nagymértékben eltérően látja. (Howard Hughes Medical Institute, 2006).
A génkészlet korlátozottsága egyes elzárt területeken megnövelheti a színlátási zavarok arányát, még a ritkább típusokét is. Példák vannak a vidéki Finnországból, Magyarországról és a skót szigetekről.
A színlátási zavarok 95%-a a zöld vagy a piros receptorokat érinti férfiakban. A kékvakság mindkét nemben ritka.
|                                       | Férfiak  | Nők      | Összesen | Referenciák |
| ------------------------------------- | -------- | -------- | -------- | ----------- |
| Összesítve                            | —        | —        | —        |             |
| Amerikai Egyesült Államok             | —        | —        | 1,30%    |             |
| Piros-zöld (Összesen)                 | 7-10%    | —        | —        |             |
| Piros-zöld (europid)                  | 8%       | —        | —        |             |
| Piros-zöld (mongolid)                 | 5%       | —        | —        |             |
| Piros-zöld (negroid)                  | 4%       | —        | —        |             |
| Monokromázia                          | —        | —        | —        |             |
| Pálcika monokromázia (hiányzó csapok) | 0,00001% | 0,00001% | —        |             |
| Dikromázia                            | 2,4%     | 0,03%    | —        |             |
| Protanópia (L-csapok hiánya)          | 1%-1,3%  | 0,02%    | —        |             |
| Deuteranópia (M-csapok hiánya)        | 1%-1,2%  | 0,01%    | —        |             |
| Tritanópia (S-csapok hiánya)          | 0,001%   | 0,03%    | —        |             |
| Anomáliás trikromázia                 | 6,3%     | 0,37%    | —        |             |
| Protanomália (L-csap hiba)            | 1,3%     | 0,02%    | —        |             |
| Deuteranomália (M-csap hiba)          | 5,0%     | 0,35%    | —        |             |
| Tritanomália (S-csap hiba)            | 0,01%    | 0,01%    | —        |             |

## Diagnózis

Az Ishihara színteszt működésének bemutatása fekete és fehér színekkel

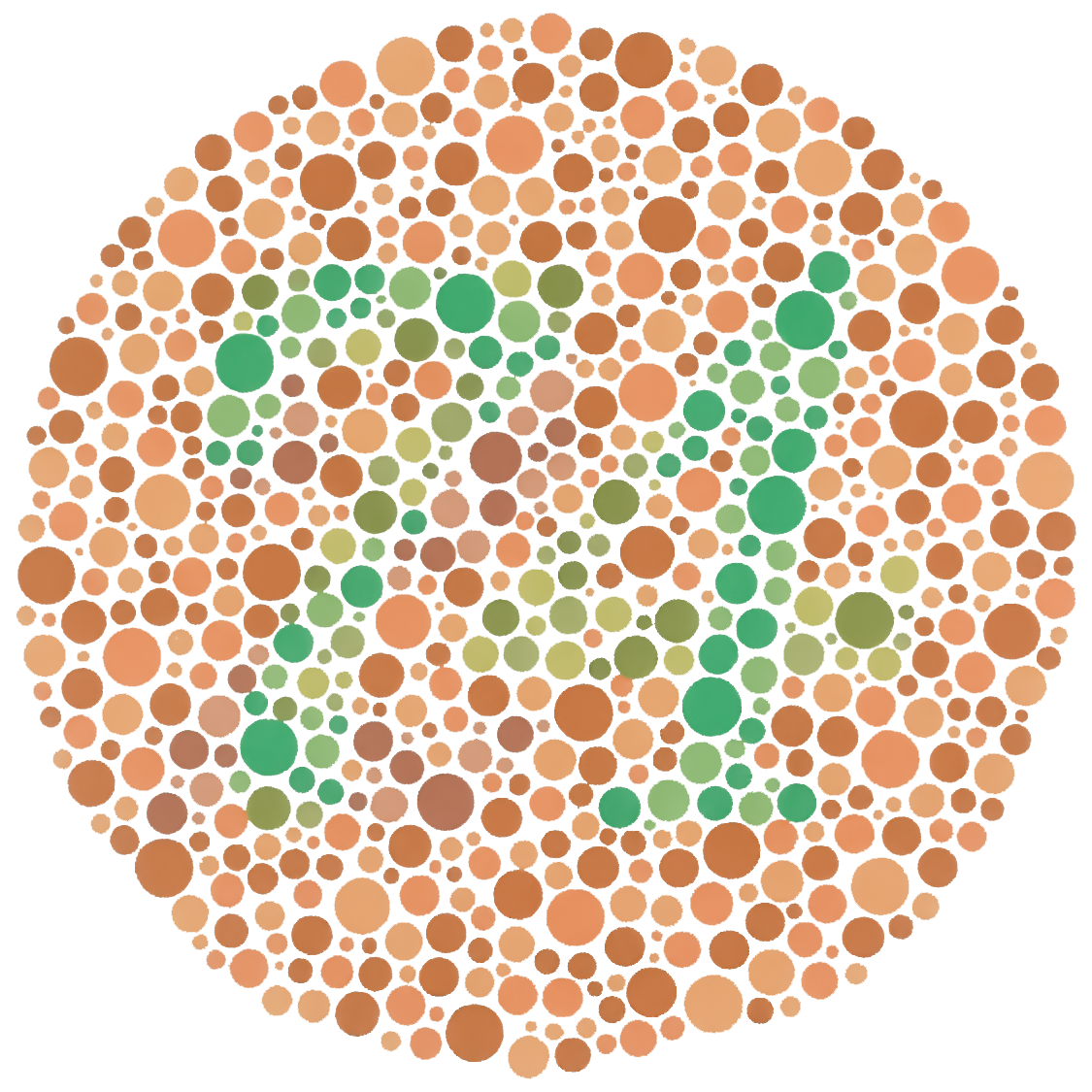
Példa kép az Ishihara színtesztből. A „74”-es szám normál színlátással jól látható. A színtévesztők vagy az anomáliás trikromátok „21”-et láthatnak, és az akromatopsziások nem láthatnak számot.

A piros-zöld színlátási zavarokat legtöbbször az Ishihara színteszttel (babos könyv) vizsgálják. A pszeudo-izokromatikus színhiányos látás diagnosztizálására szolgáló módszert Dr. Shinobu Ishihara japán szemész 1917-ben hozta létre, amely négy különböző színstratégiát alkalmazott.
A képek nagyméretű pontokból állnak, és egy egy vagy többjegyű arab számot mutatnak, amiket színük alapján fel lehet ismerni, de sötétségi fokozatok alapján nem. Normál színlátással a számok láthatók, de a színlátási zavarok elfedik őket.
A teljes teszt többféle figura-háttér kombinációt tartalmaz, és ez lehetővé teszi a színlátási zavar pontosabb meghatározását.
A fent leírt anomaloszkóp szintén használatos az anomáliás trikromázia felderítésében.
Az Ishihara-tesztet kritizálják azért, mert csak számokat tartalmaz, ezért nem használható kisgyerekeknél, akik még nem tanulták meg a számírást. Gyakori vélemény ugyanis, hogy érdemes minél előbb felfedezni a színlátási zavart, és magyarázatot adni a gyerekeknek, hogy ezzel elejét vegyék a későbbi problémáknak és traumáknak. Emiatt alternatív teszteket fejlesztettek ki, amik hasonló elven működnek, de csak szimbólumokat tartalmaznak (négyzetet, kört, autót).
A legtöbb klinikai tesztet úgy tervezték, hogy gyorsak, egyszerűek legyenek, és hatékonyan osztályozzák a különböző színlátási zavarokat. A színlátási zavarok elméletével foglalkozók sokkal inkább a rugalmasabb tesztek kifejlesztésében érdekeltek (például  Archiválva 2020. január 13-i dátummal a Wayback Machine-ben), hogy minél kiterjedtebb adatbázisokat hozzanak létre, azonosítsák a színtévesztési vonalak metszéspontját és mérjék a még éppen érzékelhető különbségeket.

## Kezelés és segítség
Általában a színlátási zavarok nem kezelhetők. Néhány típuson azonban segíteni lehet festett szűrőkkel és kontaktlencsékkel, amik segítenek jobban látni a különböző színeket. A szemészek gyakran ajánlanak piros lencsét a domináns szemre, ami lehetővé teszi, hogy átmenjen a bizonyos foglalkozásokhoz szükséges teszteken. A hatás a piros-kék 3D szemüvegekéhez hasonló: a szűrés miatt bizonyos hullámhossak felül lesznek reprezentálva.
Kifejlesztettek egy szoftvert is, ami segít azoknak, akiknek színlátási zavaruk van. A Gnome Desktop a hozzáférést a gnome-mag és a libcolorblind programok használatával támogatja. Egy gnome applet segítségével a felhasználó kiválaszthatja és kapcsolgathatja a színszűrőt, hogy úgy transzformálja a színeket, hogy azok megkülönböztethetővé váljanak. A program lehetővé teszi, hogy a színlátási zavaros felhasználó lássa a számokat az Ishiara-tesztben.

## Következmények
A színlátási zavaros egyének számára a színkódok folyamatos problémát jelentenek, mert gyakran nehéz megérteniük őket.
Ezért a jó grafikai terv nem kizárólag az egyes színekbe vagy kontrasztokba kódol információt. Ezzel a jó színlátóknak is segítenek a megértésben. Az interneten a CSS (Cascading Style Sheets) lehetővé teszi, hogy egy alternatív színsémát kínáljanak fel a színlátási zavaros olvasók számára. Ez a színséma-generátor lehetővé teszi a grafikusoknak, formatervezőknek, honlapszerkesztőknek, hogy úgy láthassák a színsémákat, ahogy azok a különböző színlátási zavarokban megjelennek.
A színtévesztőknek a térképek is problémát jelentenek. A térképen a színtévesztő olvasó számára nincs különbség a térkép zöld és narancs színű részei között, ezért a térkép használhatatlan.
Figyelembe kell még venni továbbá, hogy a színtévesztés anyagérzékeny. Például lehet, hogy egy színtévesztő nem látja a színeket a papírra nyomtatott térképen, de a tévé vagy a számítógép képernyőjén igen. Egyes színtévesztők jobban látják a színeket műanyagon vagy akrilképeken, mint papíron vagy fán. Végül vannak, akiknek egyes színekből bizonyos mennyiségre van szükségük ahhoz, hogy lássák a színt. Például egy vékony vonal feketeként, míg egy ugyanolyan színű vastag vonal a megfelelő színben jelenik meg.
Ha gyors információfeldolgozásra van szükség, akkor a színérzékelés egésze kikapcsolhat. Ilyenek a vasúti és a légi szerencsétlenségek. Ezt tekintetbe kell venni például a vészfékekek vagy a vészhelyzeti telefonok tervezésekor.

## Előítéletek és kompenzáció
A színlátási zavarok nem jelentik a színek felcserélését. A fű nem lesz piros, és a megállást jelző táblák nem lesznek zöldek. A színlátási zavaros ember nem nevezi a pirost zöldnek, és megfordítva. A színtévesztők viszont gyakran összetévesztik a piros és a zöld tárgyakat, például nem tudnak különbséget tenni a jelzőlámpák pirosa és zöldje között, ha nincs más támpont. Ezt egy almával mutatják be:
Az anomáliás trikromátok sokkal jobban figyelnek a textúrára és az alakra, mint a normál trikromátok, ezért gyakran észreveszik az álcázó viseletet, hálót, és hamarább találják meg a képeken az álcázott részleteket. Ez a képi rejtvények egyik típusa. A fenti almás példában látják a különbséget, mert a felszíni minta más.
Néhány színtévesztő számára a közlekedési jelzőlámpák megtévesztők: nincs világos különbség a piros és a sárga jelzőfény között. Az utcai nátriumlámpák és a zöld fény összetéveszthető a piszkosfehérrel. Ez kockázati tényező a gyorsforgalmi utakon, ahol nincsenek szögletes jelzések. Nagy-Britanniában a jelzőlámpák színei könnyebben azonosíthatók. a piros vérvörös, a sárga karakteres sárga, és a zöld kékeszöld.
Angol mintára előfordul, hogy minden színlátási zavaros embert színvaknak neveznek, holott a teljes színvakság ritka. Legtöbbjük különbséget tud tenni a kék és a sárga között, és inkább anomáliás trikromát, mint dikromát. Ez azt jelenti, hogy a piros-zöld tengely mentén csak korlátozott mértékben tudnak különbséget tenni a színek között, míg a kék-sárga tengely mentén ez a képességük nem sérült.
Néhány embernek az életben nincs problémája a színekkel, de a tesztben nem minden képen (vagy egy képen sem) látják azt, amit kellene.

## A színlátás zavarai és munkavállalás
A színlátás zavara esetenként megnehezíti, vagy lehetetlenné teszi, hogy bizonyos munkákat elvégezzenek a színlátási zavaros emberek. A színvakokat gyakorlati megfontolások vagy esetenként törvényi előírások zárják ki bizonyos munkakörökből, ahol a színek helyes felismerése a munkakör lényeges része (pl. festéküzemben színkeverés), vagy ahol a színek felismerése a munkahelyi biztonság lényeges eleme (pl. gépek üzemeltetése színnel kódolt jelzések alapján).

### Járművezetés
Egyes országok (mint pl. Szingapúr 1990 előtt, Románia vagy Törökország) megtagadják, hogy a színlátási zavaros emberek számára engedélyezzék a járművezetést. Romániában már mozgalom indult, hogy a tilalmat feloldják.
A tilalmat általában azzal indokolják, hogy a színlátási zavaros emberek nem tudnak megfelelően reagálni a közlekedési lámpák jelzéseire vagy figyelmeztető lámpákra.

### Repülőgép-vezetés
Bár a pilóták munkakörében számos figyelmeztető-informáló jelzés alapul színkódokon, ezek közül kevés olyan kritikus jelzés van, amelyet az enyhén színlátási zavaros emberek ne tudnának felismerni. Bizonyos országokban nem szerezhetnek pilótanengedélyt színlátási zavaros emberek, máshol bizonyos megszorításokkal ez lehetséges.
Az Amerikai Egyesült Államokban a szövetségi repülésügyi hatóság (Federal Aviation Administration) megköveteli a pilótáktól, hogy a jogosítvány megszerzése előtt széles körű orvosi vizsgálaton essenek át. Amennyiben a vizsgálat színlátási zavart jelez, a pilótajelölt csak bizonyos megszorításokkal szerezheti meg az engedélyt, a megszorítások miatt lényegében nem dolgozhat kereskedelmi légiközlekedési vállalatnál. Az amerikai kormányzat számos szabvány orvosi tesztet (pl. Ishihara) engedélyezett a színlátás zavarainak feltárására a légiközlekedésben résztvevők számára. Ha egy jelentkező elbukik a szabványos teszteken, kérheti, hogy speciális eljárásokkal vizsgálják meg, és amennyiben ezen a teszten megfelel, megszorítások nélkül is megkaphatja a pilótaengedélyt.